# Goldtransport durch Arizona
Goldtransport durch Arizona (Originaltitel: Arizona Raiders) ist ein US-amerikanischer Spielfilm von William Witney aus dem Jahr 1965 mit  Audie Murphy in der Hauptrolle.

## Handlung
Nach der Niederlage der Südstaaten im amerikanischen Bürgerkrieg hat sich der frühere Konföderierten-Offizier Clint Stuart einer kriminellen Bande angeschlossen. Nachdem er in Gefangenschaft gerät, bietet ihm Captain Andrews Amnestie an, wenn er mithilft, der Bande das Handwerk zu legen. Clint hat zunächst eigene Pläne, doch nach dem Tod seines jüngeren Bruders und seines Freundes Willie ändert er seine Meinung.

## Kritiken
„Mit Problemen überladen, kann der Film kaum Spannung erzielen, was er mit breit ausgespielten Grausamkeiten auszugleichen versucht.“